# Adolf Porębski
Adolf Porębski ps. „Poręba” (ur. 25 września 1895 w Czerwonogrodzie, zm. kwiecień 1940 w Charkowie) – żołnierz Legionów Polskich, armii austriackiej i kapitan administracji (piechoty) Wojska Polskiego, kawaler Orderu Virtuti Militari, ofiara zbrodni katyńskiej.

## Życiorys
Syn Michała i Elżbiety z Witowskich urodzony 25 września 1895 we wsi Czerwonogród powiecie zaleszczyckim Królestwa Galicji i Lodomerii. Absolwent gimnazjum i szkoły rolniczej w Czerniowcach.
Od 1 sierpnia 1914 ochotnik w Legionach Polskich. Został przydzielony do 1 pułku piechoty.
„Szczególnie odznaczył się 3 V 1915 podczas walk nad Nidą: na czele kilkuosobowego patrolu zdecydowanym atakiem zdobył linię rosyjskich okopów”. Za tę postawę został odznaczony Orderem Virtuti Militari. 
W pułku aż do kryzysu przysięgowego, po czym został internowany, a następnie wcielony do cesarskiej i królewskiej Armii i przydzielony do 13. kompanii Pułku Piechoty Nr 100 na stanowisko komendanta plutonu . 23 lutego 1918 w czasie walk na froncie włoskim został ranny .
Od 1 listopada 1918 w szeregach odrodzonego Wojska Polskiego jako podchorąży. Awansowany do stopnia podporucznika z dniem 1 października 1919. W czasie wojny polsko-bolszewickiej służył w 5 pułku piechoty, 1 pułku piechoty oraz od 1 lutego 1920 w 36 pułku piechoty. Dowodził plutonem a później kompanią. 
Po zakończeniu działań wojennych pozostał w wojsku. 3 maja 1922 został zweryfikowany w stopniu porucznika ze starszeństwem z 1 czerwca 1919 i 82. lokatą w korpusie oficerów piechoty, a jego oddziałem macierzystym był nadal 36 pp. Służył w Powiatowej Komendzie Uzupełnień Dubno, a następnie w 43 pułku piechoty w Dubnie. 1 grudnia 1924 został mianowany kapitanem ze starszeństwem z 1 lipca 1923 i 57,5. lokatą w korpusie oficerów piechoty. W kwietniu 1928 został przeniesiony z 43 pp do kadry oficerów piechoty z równoczesnym przydziałem na stanowisko przedstawiciela MSWojsk. przy Okręgowym Urzędzie Ziemskim w Równem. W 1932 pełnił służbę w Referacie Osad Żołnierskich Gabinetu Ministra Spraw Wojskowych i przedstawiciel MSWojsk. do Okręgowego Urzędu Ziemskiego w Łucku. Od 4 sierpnia 1933 został przeniesiony do 24 pułku piechoty w Łucku, w którym był adiutantem pułku. Później został przeniesiony do korpusu oficerów administracji, grupa administracji. W marcu 1939 pełnił służbę na stanowisku oficera placu Łuck. 
W momencie wybuchu II wojny światowej Adolf Porębski był w stanie spoczynku. Po agresji ZSRR na Polskę dostał się do niewoli sowieckiej i przebywał w obozie w Starobielsku. Wiosną 1940 został zamordowany przez funkcjonariuszy NKWD w Charkowie i pogrzebany w bezimiennej, zbiorowej mogile w Piatichatkach, gdzie od 17 czerwca 2000 mieści się oficjalnie Cmentarz Ofiar Totalitaryzmu w Charkowie. Figuruje na Liście Starobielskiej NKWD pod poz. 2613.

Żonaty od 1921 z Pelagią z Chodakowskich, z którą miał synów Olgierda (ur. 1922) i Józefa (ur. 1927).
5 października 2007 minister obrony narodowej Aleksander Szczygło – decyzją nr 439/MON – mianował go pośmiertnie na stopień majora. Awans został ogłoszony 9 listopada 2007 w Warszawie, w trakcie uroczystości „Katyń Pamiętamy – Uczcijmy Pamięć Bohaterów”.

## Ordery i odznaczenia
- Krzyż Srebrny Orderu Wojskowego Virtuti Militari nr 5908 – 17 maja 1922[21][2]
- Krzyż Niepodległości – 2 sierpnia 1931 „za pracę w dziele odzyskania niepodległości”[22][23]
- Krzyż Walecznych dwukrotnie[24][11][14]
- Srebrny Krzyż Zasługi[14]
- Medal Pamiątkowy za Wojnę 1918–1921[1]
- Medal Dziesięciolecia Odzyskanej Niepodległości[1]